# 酆一相
酆一相（1536年—1570年），字輔之，號宜亭，江西南昌府豐城縣人，民籍，明朝政治人物。

## 生平
嘉靖四十年（1561年）辛酉科江西鄉試第四十二名舉人。嘉靖四十四年（1565年）中式乙丑科會試第三百四名，三甲第一百五十六名進士。刑部观政，本年八月授同安縣知縣，隆慶二年（1568年）六月升廬州府同知。隆慶四年因染疾病去世。

## 家族
曾祖酆桂；祖父酆元瓉；父酆鳴岐，母熊氏。兄一桢、一誠（听选官）、一材（庠生）、弟一正（庠生）、一松。